# Fiktivt universum

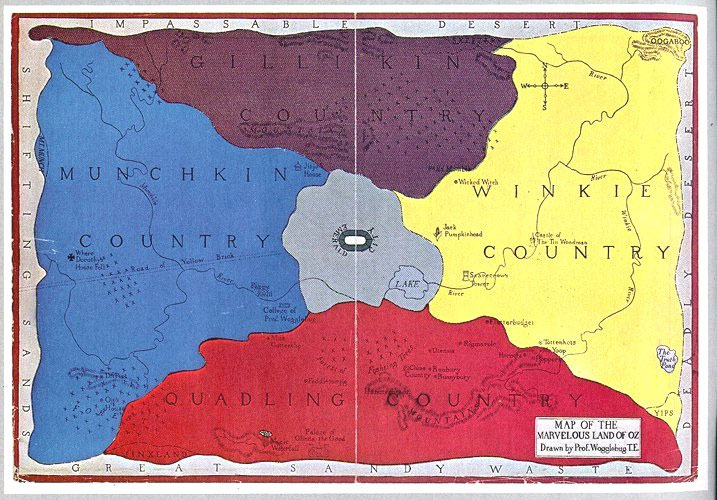
Karta över Landet Oz.

Fiktivt universum avser en enhetlig fiktiv värld skapad för berättartekniska medium som film, TV, tecknade serier, skönlitteratur eller datorspel.
Många följare ställer stora krav på att det fiktiva universumet ska vara konsekvent, och ha en inre logik, det vill säga att även om något är ologiskt i den vanliga världen, så kan det vara logiskt i det fiktiva universumet om det är ologiskt på samma sätt hela tiden. Om berättelsen introducerar magi så kräver den inre logiken att magin fortsätta att existera, tills något i det fiktiva universumet förändrar det. 
Alla berättelser formar någon typ av fiktivt universum, men då många romansviter, såpoperor, följetonger, TV-serier och omfattande tecknade serier pågår under relativt lång tid tenderar det fiktiva universumet att bli så utmejslat att det dels blir väldigt tydligt, dels blir oerhört svårt för författarna att inte krocka med regler ur tidigare verk.
Berättelser där det fiktiva universumet har andra naturlagar eller innehåller andra nationer än de vi känner till från verkligheten brukar kallas för fantasy. 

## Urval av fiktiva universum
- Marvel (bland annat Spindelmannen, Hulken och X-Men)
- DC (Stålmannen, Batman och Wonder Woman)
- Disney (med framför allt Musse Piggs universum, Kalle Ankas universum, Nalle Puh och Den lilla sjöjungfrun)
- Harry Potter
- Marvel Cinematic Universe
- DC Extended Universe
- Sagan om ringen
- Skivvärlden
- Star Trek
- Star Wars
- Cthulhu-mytologin
- Buffyversum (omfattande huvudsakligen Buffy och vampyrerna och Angel)
- Narnia